# قيزيق مورسي
قيزيق مورسي (الاسم العلمي:Cyzicus morsei) (بالإنجليزية: Morse clam shrimp)‏ هو نوع من الحيوانات يتبع جنس القيزيق من فصيلة القيازق.